# Ведмідь (фільм, 1938)
«Ведмідь» (рос. «Медведь») — білоруський радянський художній фільм 1938 року режисера Ісидора Анненського, екранізація однойменного водевілю Антона Чехова.

## Сюжет
Поміщик-кредитор Григорій Степанович Смирнов, не підозрюючи про смерть сусіда, неочікувано завітав до нього у дім...

## У ролях
- Михайло Жаров
- Ольга Андровська
- Іван Пельтцер

## Творча група
- Сценарій: Ісидор Анненський
- Режисер: Ісидор Анненський
- Оператор: Євген Шапіро
- Композитор: Валерій Желобінський